# Славгород
Славгород (рус. Славгород) град је у Русији у Алтајском крају.

## Географија
Површина града износи 53,32 km².

## Становништво
| 1939.  | 1959.  | 1970.  | 1979.  | 1989.  | 2002.  | 2010.  |
| ------ | ------ | ------ | ------ | ------ | ------ | ------ |
| 21.405 | 38.413 | 32.908 | 32.135 | 34.864 | 34.335 | 32.389 |